# Lei de Inovação Tecnológica
A Lei de Inovação Tecnológica é a Lei 10.973, de 2 de dezembro de 2004. Essa lei foi regulamentada inicialmente pelo Decreto 5.563, de 2005, posteriormente revogado pelo atual Decreto 9.283, de 2018, que é o atual regulamento vigente dessa lei.
Essa Lei de Inovação - também chamada de Marco Legal de Ciência, Tecnologia e Inovação - foi criada com o propósito principal de estimular as parcerias entre instituições acadêmicas e o setor produtivo brasileiro. Tradicionalmente esse tipo de parceria era considerado bastante engessado pela aplicação das normas gerais de Direito Administrativo brasileiro. Ao estabelecer um marco normativo próprio para a área de ciência, tecnologia e inovação e afastar as normas gerais anteriormente aplicáveis, criou-se um regime mais flexível para cessão de imóveis, licenciamento tecnológico, subvenção, convênios de pesquisa, desenvolvimento e inovação, compras públicas, modificações orçamentárias, entre outros temas.
Com o objetivo de estimular as parcerias entre institutos públicos de pesquisa e empresas privadas, a lei define regras para:
1. Estimular a criação de ambientes especializados e cooperativos de inovação;
2. Estimular a participação de Instituições Científicas e Tecnológicas (ICT) no processo de inovação;
3. Estimular a inovação nas empresas;
4. Estimular o inventor independente;
5. Estimular a criação de fundos de investimentos para a inovação;

É a primeira lei brasileira que trata do relacionamento Universidades (e Instituições de Pesquisa) e empresas privadas. Seu propósito é estimular a parceria entre o poder público, a academia e o setor privado, com vistas a gerar conhecimentos que se convertam em produtos tecnológicos comercializados no mercado.
No início de 2016, a Lei de Inovação Tecnológica foi profundamente modificada pela Lei 13.243, de 11 de janeiro de 2016. As alterações trazidas por essa lei buscavam superar os obstáculos verificados por ocasião da implantação da legislação original, de 2004. A nova lei aprimora as regras para transferência de recursos, contratação de bens e serviços, torna mais flexíveis as regras orçamentárias, entre outras medidas.
A edição Decreto 9.283, de 2018, tornou ainda mais clara a flexibilidade do novo regime para essas parcerias. O decreto afasta expressamente a aplicação de normas que dificultavam a execução de atividades na área de pesquisa, desenvolvimento e inovação, simplificando o regime de prestação de contas, de movimentação orçamentária, de recebimento de recursos de empresas para executar projetos em universidades e de cessão de imóveis para criar os denominados ambientes promotores de inovação.